# دومينغو نييتو
دومينغو نيتو (بالإسبانية: Domingo Nieto)(15 أغسطس 1803 – 17 فبراير 1844)، كان مارشالًا عظيمًا في بيرو وأحد أبرز الشخصيات المؤسسة للدولة الحديثة، كما تولّى رئاسة بيرو بوصفه الرئيس التاسع عشر بين عامي 1843 و1844، بصفته رئيس مجلس الحكومة المؤقت والمارشال الأكبر. وقد مثّل بيرو أيضًا سفيرًا مفوضًا لدى الإكوادور.
وُلد نيتو في مدينة إيلو التابعة لإقليم موكيغوا عام 1803، لأسرة نبيلة إسبانية-بيروفية تحمل لقب "كونتات ألاستايا". وتعود أصول عائلته كذلك إلى السلالة الملكية للإنكا، إذ ينحدر من زواج كاتالينا سيسا أوكلو، ابنة هواينا كاباك، من الفاتح الإسباني بيدرو لادرون دي غيفارا. وعلى الرغم من خلفيته الأرستقراطية، فقد انضم نيتو إلى حركة الاستقلال ضد الحكم الإسباني في سن الثامنة عشرة، ليصبح من القلائل المنتمين إلى الطبقة النبيلة الذين شاركوا فعليًا في حروب الاستقلال، وهو ما يميّزه في سجل "الآباء المؤسسين" لبيرو.
اكتسب نيتو لقب "جندي القانون" أو "دون كيشوت الدستور" لثباته في الدفاع عن الشرعية الدستورية وسيادة القانون، رغم الأوضاع السياسية المضطربة آنذاك. ويُعتبر من أبرز القادة العسكريين في تاريخ بيرو؛ فقد رُقّي إلى رتبة جنرال في سن التاسعة والعشرين، ثم إلى رتبة مارشال أكبر في سن التاسعة والثلاثين، وهو إنجاز لم يتكرر في التاريخ البيروفي. ومن أبرز مآثره مشاركته في معركة تاركي، حيث خاض ونجح في مبارزة فردية حاسمة ضد القائد الفنزويلي خوسيه ماريا كاماكارو، حُسم بها مصير المعركة.
قاد نيتو في سنواته الأخيرة، إلى جانب الجنرال رامون كاستيا، الإطاحة بنظام "الدكتاتور الأعلى" مانويل إغناسيو دي فيفانكو. وبموجب قرار من مجلس الحكومة المؤقت، تولّى نيتو رئاسة البلاد لإعادة النظام الدستوري، إلا أنه توفي خلال فترة ولايته في 17 فبراير 1844. وقد خَلَفه رامون كاستيا بانتخاب من المجلس نفسه.